# Jens Peter Petersen (Offizier)
Jens Peter Petersen (* 12. Oktober 1893 in Bredebro; † 20. August 1971 in Stuttgart) war ein deutscher Generalmajor und Militärattaché in Dänemark und Schweden.

## Leben
Petersen nahm ab 1914 als Freiwilliger am Ersten Weltkrieg teil. Anfang Februar 1915 erlitt er als Angehöriger des Reserve-Infanterie-Regiments Nr. 215 eine schwere Verwundung. Am 15. Mai 1915 wurde er zum Leutnant der Reserve befördert. Später gehörte er der 1. Kompanie im Schleswig-Holsteinischen Infanterie-Regiment Nr. 163 an und wurde Ende 1915 durch einen Unfall verletzt. Am 13. August 1917 wechselte er zur Fliegertruppe und nahm eine Ausbildung zum Beobachter in der Fliegerersatz-Abteilung 8 auf. Nachdem er nacheinander in der Flieger-Beobachter-Schule Königsberg, der Artillerieflieger-Schule II und im Armeeflugpark A diente, wechselte er am 4. Juni 1918 zur Flieger-Abteilung 276 (Lb).
Nach Kriegsende wurde er am 7. Dezember 1918 aus dem Militärdienst entlassen. Während der Zeit der Weimarer Republik war er in der Versicherungsbranche tätig. Am 20. September 1933 trat er in die Sturmabteilung ein.
Am 1. April 1934 trat Petersen mit dem Rang eines Hauptmanns in den Dienst der Luftwaffe der Wehrmacht. Er übernahm zunächst als Staffelkapitän eine Staffel in der Fliegergruppe Göppingen. Ab 1. Januar 1935 übernahm er als Kommandeur die Flugzeugführerschule A/B 11 (FFS A/B 11). Am 1. Mai desselben Jahres erhielt er die Beförderung zum Major. Anschließend wechselte er in den Stab des Luftkreis-Kdo VII. Aber schon am 1. Juli organisierte er die Übernahme des Fliegerhorstes Schönwalde bei Berlin durch die Luftwaffe. Er wurde der erste Fliegerhorstkommandeur in Schönwalde unter gleichzeitiger Führung des Flieger-Ausbildungs-Regiment 12. Nachdem Petersen am 1. August 1937 zum Oberstleutnant befördert worden war, übernahm er die Leitung einer Abteilung im Luftkreis XI.
Im darauffolgenden Jahr wurde Petersen Luftattaché in Kopenhagen. Von 1938 bis zum 30. September 1942 fungierte Petersen als Nachfolger von Werner Steffan als Luftattaché bei der deutschen Gesandtschaft für Schweden in Stockholm und war damit zweiter dorthin entsandter Luftattaché nach Fregattenkapitän Werner Steffan. In dieser Stellung wurde er am 1. Februar 1940 zum Oberst der Luftwaffe befördert.
Am 28. Dezember 1942 übernahm Petersen die Leitung des Flughafenbereichskommando 1/VI, bevor er am 1. Juli 1943 das Flughafenbereichskommando 6/XVII in Zagreb anführte. Hier erreichte ihn am 1. Januar 1944 die Beförderung zum Generalmajor. Anschließend fungierte er als General der Fliegerbodenorganisation und Flugsicherung im Reichsluftfahrtministerium.
Am 12. Januar 1945 wurde Petersen kurzzeitig in die Führerreserve versetzt, bevor er am 19. Januar das Amt des Kommandeurs der Luftgautruppen 1 übernahm. Hier geriet er am 2. Mai 1945 in US-amerikanische Kriegsgefangenschaft, aus der er am 10. März 1947 wieder entlassen wurde.

## Archivarische Überlieferung
Eine Personalakte zu Petersen hat sich im Bundesarchiv-Militärarchiv erhalten (PERS 6/1719).